# Alten Limpurg

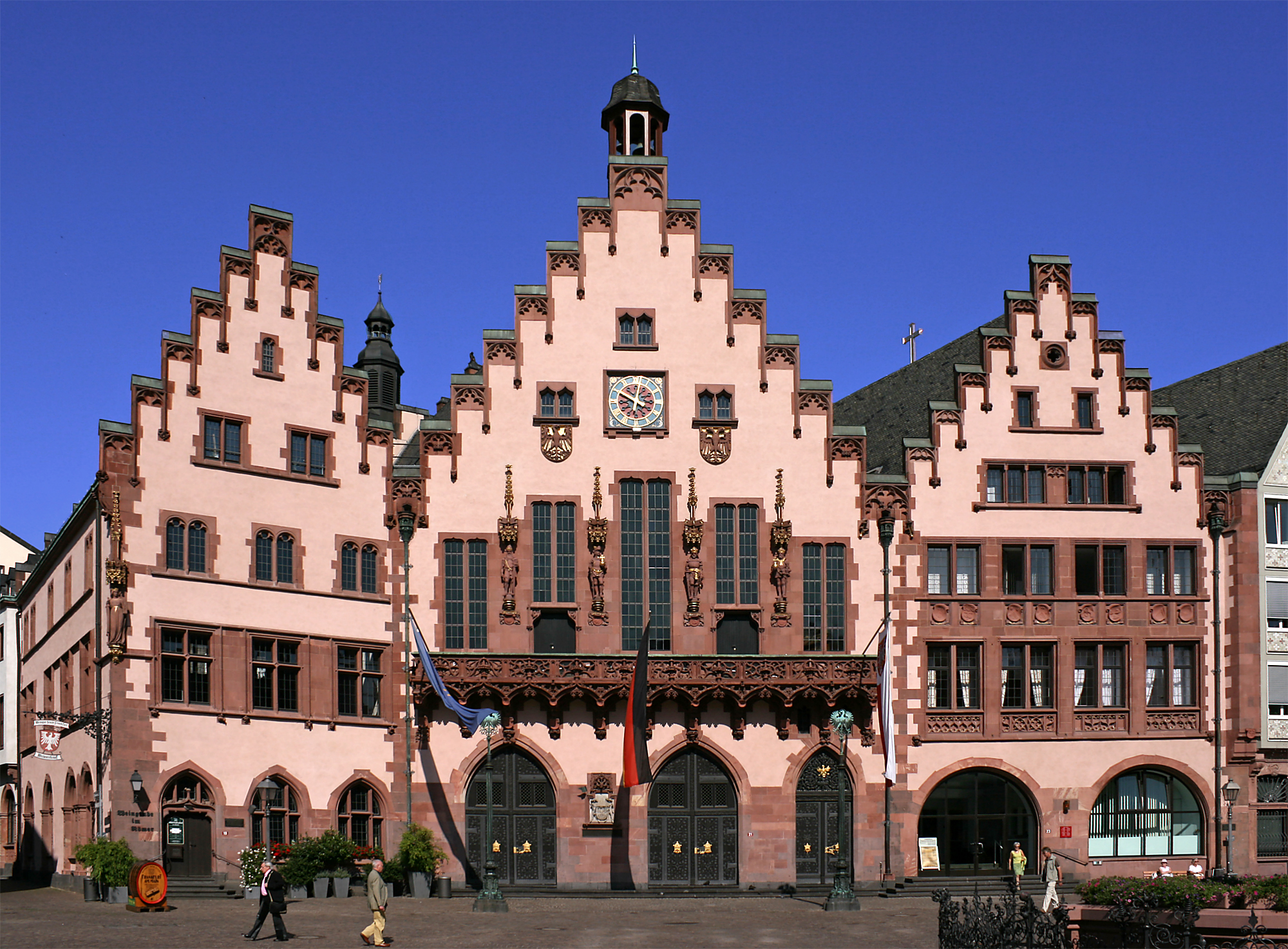
Das Haus Alt-Limpurg (links)

Die Adelige Ganerbschaft des Hauses Alten Limpurg ist eine Patriziergesellschaft ehemals patrizischer Familien in Frankfurt am Main, die auf die Gründung im Jahr 1357 als Stubengesellschaft Zum Römer zurückgeht und bis heute als Rechtspersönlichkeit existiert. Bis zum Ende des Heiligen Römischen Reiches 1806 vertrat sie als adlige Ganerbschaft die Interessen ihrer Mitglieder im Rat der Freien Reichsstadt Frankfurt. Bis zur Reform der Ratsverfassung nach dem Fettmilch-Aufstand 1613 stellten die Mitglieder der Gesellschaft Alten Limpurg die Mehrheit des aus 42 Mitgliedern bestehenden Rates, danach durften nur noch höchstens 14 Ratsherren Limpurger sein.
Heute widmet sich die Familienvereinigung kulturellen Aufgaben, insbesondere dem Stiftungswesen. Der Gesellschaft gehören die von Humbracht- und von Glauburgsche Stiftung, die Cronstett- und Hynspergische evangelische Stiftung zu Frankfurt am Main und die Schadsche Stiftung an.

## Mitglieder
Die meisten der alten Frankfurter Geschlechter (122 an der Zahl nach dem Wappenbuch der Gesellschaft von 1558, die damals aber in männlicher Linie teilweise schon erloschen waren) hatten sich auf Alten-Limpurg zusammengefunden und nahmen spätestens seit 1497 eine Person nur noch auf, wenn sie unmittelbar ihren Reihen entstammte oder sich durch Einheirat einer der Familien verbunden hatte und zudem den Nachweis erbrachte, wie man 1585 präzisierte, „daß Er, auch sein Vater und Mutter, desgleichen sein Altvater und Altmutter, in der Ehe von vornehmen Leuten gezielet, empfangen und geboren, auch er, sein Vater, Mutter, Altvater und Altmutter kein Handwerk getrieben, noch gemeine Krämerei gehabt, und in derselben Krämerei zu offenem Laden gesessen, auch daselbst mit dem kleinen Gewicht ausgewogen und mit der Ellen ausgemessen, sondern solche Personen, alle und jede, entweder ihrer ehrlichen Renten und Einkommens oder ansehnlicher, stattlicher Hantierungen oder vornehmer Ämter und Befehlen sich ehrbarlich ernährt, in gutem Gerücht herkommen und sich Zeit ihres Lebens ehrlich, als ehrbaren Personen geziemt, gehalten, ihren Wandel und Leben löblich, ansehnlich und wohl hergebracht hätten“.
Demzufolge hatten in Handel oder Handwerk zu Vermögen gekommene Familien bei den Alten-Limpurgern keine Chance auf gesellschaftliche Anerkennung und Aufstieg in politische Ämter und Würden. Allenfalls der Großhandel galt als standesgemäß. Seit der Reformation trieben die meisten Patrizierfamilien kein Gewerbe mehr, sondern lebten ausschließlich vom Grundbesitz und dessen Renten.
Alten-Limpurg war unter den Patriziervereinigungen noch vor der Gesellschaft Zum Frauenstein die weitaus mächtigste, die bis ins 17. Jahrhundert die Mehrheit der Ratsherren stellte. Der allmähliche Rückgang des Einflusses der Limpurger lag nicht zuletzt an der starren Abgegrenztheit der Limpurger, die eine Blutauffrischung verhinderte, zum Mitgliederschwund bei zunehmender Verschwägerung führte und auf diese Weise ihren Spielraum empfindlich einengte, während die Frauensteiner auch Neubürger, zum Beispiel Reformierte Flüchtlinge aus Frankreich und den Niederlanden aufnahmen.
Das grundsätzliche Problem war nämlich im Laufe der Zeit das Aussterben ganzer Familien in der männlichen Linie, denn die Mitgliedschaft konnte in der weiblichen Linie nicht vererbt werden. Diese Ausdünnung bedeutete potentiellen Machtverlust, denn es galt ja, die zustehenden Stellen im Rat zu besetzen.

## Politischer Einfluss
Die Gesellschaften Alten-Limpurg und Zum Frauenstein hatten bis zur Reform der Ratsverfassung nach dem Fettmilch-Aufstand die Mehrheit im Rat der Stadt. Der Bürgervertrag vom 24. Dezember 1612 bestimmte jedoch, dass unter den 42 Ratsherren künftighin nur mehr 14 Limpurger gleichzeitig im Rat sitzen sollten, die zudem (wie 100 Jahre später festgelegt wurde) nicht verwandt oder verschwägert sein durften. Die Frauensteiner und die rechtsgelehrten Graduierten waren besonders zu berücksichtigen. Diese Bestimmung beschränkte die miteinander verwandten Limpurger derart, dass sie schließlich im 18. Jahrhundert die ihnen zugesagten 14 Sitze gar nicht mehr besetzen konnten, während sich auf der anderen Seite in den folgenden Jahrzehnten das Gewohnheitsrecht der Frauensteiner herausbildete, stets mit 6 Mitgliedern im Rat vertreten zu sein. Dadurch ergab sich eine Art Parität von Limpurgern und Frauensteinern im Stadtregiment.

## Versammlungsorte der Gesellschaft
Der historische Versammlungsort der Gesellschaft war, wie schon der ursprüngliche Name Zum Römer besagt, das Haus zum Römer, nach dem die Römerzeile mit ihren fünf Häusern benannt ist. Als 1405 dieses Gebäude zum Rathaus umgebaut werden sollte, musste die Gesellschaft es verlassen und fand ihr neues Domizil südlich der Römerzeile, von dieser getrennt durch die damals so genannte Alhardis-Gasse (später Limpurger Gasse), im Haus Limpurg, das so hieß, weil dort die Wollenweber aus Limburg an der Lahn ihr Warenlager unterhielten. Dabei änderte die Gesellschaft ihren Namen und hieß jetzt Auf Limpurg.
Zwei weitere Male musste die Gesellschaft umziehen. Zunächst übernahm sie 1486 das nördlich an den Römer angrenzende Haus Löwenstein von der gleichnamigen aufgelösten Stubengesellschaft. 1495 erwarb sie von der ebenfalls liquidierten Gesellschaft Zum Laderam, einst im Besitz der Patrizierfamilie Hartrad, das andere, südliche Nachbarhaus des Römers. Mit Zustimmung des Rates übertrug sie ihren Namen auf dieses Haus, was noch heute ein wenig für Verwirrung sorgt, gab es doch das ursprüngliche Haus Limpurg (an der Alhardis-Gasse südlich gegenüber, bis zu seinem Untergang 1944 Klein-Limburg genannt) und das davon durch die Gasse getrennte, jetzt gleichnamige neue Haus Limpurg. In dieser Kaufurkunde nennt sich die Gesellschaft Alte Lympurger, und so, nämlich Alten-Limpurg, heißt sie bis auf den heutigen Tag.
Die Stadt Frankfurt erwarb das Haus Alt-Limpurg 1878 zusammen mit dem dahinter gelegenen Silberberg für 24.000 Mark und fügte es dem Rathauskomplex hinzu. Im Erdgeschoss befindet sich die Weinstube des Weingutes der Stadt Frankfurt, im ersten Stock der Limpurg-Saal, von 1867 bis 1919 Sitz der Stadtverordnetenversammlung.

## Ähnliche Gesellschaften
In vielen anderen europäischen Städten gibt es ähnliche, patriziär politische Gesellschaften, wie die Sieben Adelshäuser von Brüssel, die Stämme von Galway, die Paraiges von Metz, die Estendes von Verdun oder die Zwölf Geschlechter von Soria.

## Alten Limpurger Familien
Eine genealogische Datenbank des Frankfurter Patriziats nennt insgesamt 198 Alten Limpurger Familien, von denen im Folgenden die vertretenen Familien bis zum Ende der Freien Reichsstadt 1806 aufgeführt sind: 
- Adlerflycht, Aufnahme in das Patriziat 1755, Ausscheiden 1835
- Altzey, Aufnahme in das Patriziat 1453, Ausscheiden 1524
- Appenheimer, Aufnahme in das Patriziat 1406, Ausscheiden 1450
- Baur von Eysseneck (Bauer), Aufnahme nach Alten Limpurg 1622 mit Johann Martin Baur von Eysseneck, Ausscheiden 1945
- Becker, Aufnahme in das Patriziat 1440, Ausscheiden 1476
- v. Bellersheim genannt Stürzelsheim, Aufnahme in das Patriziat 1801, Ausscheiden 1984
- Blanckenberger, Aufnahme in das Patriziat 1415, Ausscheiden 1450
- Blum, Aufnahme in das Patriziat 1476, Ausscheiden 1515
- Boltog, Aufnahme in das Patriziat 1795, Ausscheiden 1955
- Börlin, Aufnahme in das Patriziat 1467, Ausscheiden 1485
- Botzheim, Aufnahme in das Patriziat 1566, Ausscheiden 1573
- Breidenbach, Aufnahme in das Patriziat 1406, Ausscheiden 1493
- Bromm, Aufnahme in das Patriziat 1477, Ausscheiden 1680
- Brun zum Brunfels, Aufnahme in das Patriziat 1406, Ausscheiden 1589
- Burckhard, Aufnahme in das Patriziat 1555, Ausscheiden 1573
- Burggrafen, Aufnahme in das Patriziat 1408, Ausscheiden 1453
- Caldenburg, Aufnahme in das Patriziat 1425, Ausscheiden 1489
- Cämmerer von Fulda, Aufnahme in das Patriziat 1466, Ausscheiden 1497
- Dähn, Aufnahme in das Patriziat 1568, Ausscheiden 1572
- Damm, Aufnahme in das Patriziat 1661, Ausscheiden 1735
- Degenhard, Aufnahme in das Patriziat 1575, Ausscheiden 1652
- Diermayer (Tiermayer), Aufnahme in das Patriziat 1478, Ausscheiden 1480
- Diether, Aufnahme in das Patriziat 1641, Ausscheiden 1656
- Dörnberg, Aufnahme in das Patriziat 1801, Ausscheiden 1897
- Eck I, Aufnahme in das Patriziat 1471, Ausscheiden 1492
- Eckel, Aufnahme in das Patriziat 1514, Ausscheiden 1525
- Eisenberger (Eyssenberg), Aufnahme in das Patriziat 1485, Ausscheiden 1599
- Engelbrecht, Aufnahme in das Patriziat 1561, Ausscheiden 1577
- Ergersheim, Aufnahme in das Patriziat 1406, Ausscheiden 1494
- Faust von Aschaffenburg, Aufnahme in das Patriziat 1561, Ausscheiden 1724
- Faut von Monsperg (Fauthen von Monsperg), Aufnahme in das Patriziat 1490, Ausscheiden 1516
- (v.) Fichard, Aufnahme in das Patriziat 1539, Ausscheiden 1945
- Fladt, Aufnahme in das Patriziat 1549, Ausscheiden 1605
- Fleckhammer v. Aystetten, Aufnahme in das Patriziat 1636, Ausscheiden 1727
- Fleischbein (Fleischbein von Kleeberg), Aufnahme in Alten Limpurg 1755, Ausscheiden 1774
- Freitag, Aufnahme in das Patriziat 1407, Ausscheiden 1440
- Freund, Aufnahme in das Patriziat 1513, Ausscheiden 1515
- Frosch, Aufnahme in das Patriziat 1406, Ausscheiden 1584
- Fürstenberg, Aufnahme in das Patriziat 1474, Ausscheiden 1540
- Gantz, Aufnahme in das Patriziat 1463, Ausscheiden 1485
- Gerolstein, Aufnahme in das Patriziat 1538, Ausscheiden 1549
- Geuch, Aufnahme in das Patriziat 1464, Ausscheiden 1522
- von Glauburg, Aufnahme in das Patriziat 1406, Ausscheiden 1830
- Goldstein, Aufnahme in das Patriziat 1406, Ausscheiden 1428
- Grünberger (Grünberg), Aufnahme in das Patriziat 1517, Ausscheiden 1530
- Günderrode, Aufnahme in das Patriziat 1588, Ausscheiden 1980
- Harheim, Aufnahme in das Patriziat 1406, Ausscheiden 1434
- Hartmuth v. Birkenbach, Aufnahme in das Patriziat 1544, Ausscheiden 1554
- Hartrad (auch Hartrad von Dieburg), Aufnahme in das Patriziat 1357, Ausscheiden 1432
- Hayne (Haane), Aufnahme in das Patriziat 1433, Ausscheiden 1504
- Hell gen. Pfeffer, Aufnahme in das Patriziat 1495, Ausscheiden 1536
- Heller, Aufnahme in das Patriziat 1486, Ausscheiden 1502
- Hengsperg, Aufnahme in das Patriziat 1443, Ausscheiden 1487
- Heringen, Aufnahme in das Patriziat 1439, Ausscheiden 1492
- Heusenstamm, Aufnahme in das Patriziat 1495, Ausscheiden 1525
- Hohenhaus (zum Hohenhaus), Aufnahme in das Patriziat 1406, Ausscheiden 1420
- Hohenstein, Aufnahme in das Patriziat 1747, Ausscheiden 1792
- Holtzheimer, Aufnahme in das Patriziat 1406, Ausscheiden 1510
- von Holzhausen, Aufnahme in das Patriziat 1406, 1923 starb mit Adolph von Holzhausen der Frankfurter Zweig der Familie aus.
- von Humbracht, Aufnahme in das Patriziat 1427, Ausscheiden 1896 mit dem Tod von Hermann von Humbracht (seit 1883 Freiherr von Humbracht)
- Humbrecht (zum Humbrecht), Aufnahme in das Patriziat 1406, Ausscheiden 1477
- Hynsperg, Aufnahme in das Patriziat 1430, Ausscheiden 1727
- Imhof, Aufnahme in das Patriziat 1406, Ausscheiden 1431
- Inckus zu Schwanau, Aufnahme in das Patriziat 1406, Ausscheiden 1473
- Jeckel, Aufnahme in das Patriziat 1531, Ausscheiden 1639
- Joham von Mündolsheim, Aufnahme in das Patriziat 1566, Ausscheiden 1588
- Jungen (zum Jungen), Aufnahme in das Patriziat 1430, erloschen mit dem österreichischen Generalfeldmarschall Johann Hieronymus zum Jungen 1746
- Katzmann, Aufnahme in das Patriziat 1435, Ausscheiden 1483
- Katzmann II, Aufnahme in das Patriziat 1553, Ausscheiden 1566
- Kayb, Aufnahme in das Patriziat 1636, Ausscheiden 1760
- Kellner (Keller), Aufnahme in das Patriziat 1518, Ausscheiden 1777
- Kellner gen. Kaldofen, Aufnahme in das Patriziat 1495, Ausscheiden 1510
- Kempe, Aufnahme in das Patriziat 1406, Ausscheiden 1430
- Kessling von Bergen, Aufnahme in das Patriziat 1804, Ausscheiden 1808
- Ketelhodt, Aufnahme in das Patriziat 1798, Ausscheiden 1887
- Knoblauch, Aufnahme in das Patriziat 1406, Ausscheiden 1599
- Kranche (zum Kranche), Aufnahme in das Patriziat 1406, Ausscheiden 1418
- Kühorn, Aufnahme in das Patriziat 1501, Ausscheiden 1599
- Lamb (zum Lamb), Aufnahme in das Patriziat 1543, Ausscheiden 1559
- Landeck, Aufnahme in das Patriziat 1430, Ausscheiden 1500
- Leneck (Linung), Aufnahme in das Patriziat 1482, Ausscheiden 1572
- von Lersner, Aufnahme in das Patriziat 1566, blühend, seit 1881 Freiherren von Lersner
- Lichtenstein, Aufnahme in das Patriziat 1406, Ausscheiden 1498
- Marburg (zum Paradies), Aufnahme in das Patriziat 1406, Ausscheiden 1502
- Martorff, Aufnahme in das Patriziat 1467, Ausscheiden 1614
- Melem, Aufnahme nach Alten Limperg 1522, Ausscheiden 1654
- Mengershausen, Aufnahme in das Patriziat 1548, Ausscheiden 1632
- Molsberg, Aufnahme in das Patriziat 1513, Ausscheiden 1541
- Monis, Aufnahme in das Patriziat 1441, Ausscheiden 1504
- Mühlen, Aufnahme in das Patriziat 1733, blühend
- Mynner, Aufnahme in das Patriziat 1406, Ausscheiden 1463
- Nebenzayl, Aufnahme in das Patriziat 1471, Ausscheiden 1480
- Neuhaus, Aufnahme in das Patriziat 1459, Ausscheiden 1666
- Nygebur, Aufnahme in das Patriziat 1406, Ausscheiden 1452
- Ockstadt, Aufnahme in das Patriziat 1406, Ausscheiden 1443
- Oede (von der Oede), Aufnahme in das Patriziat 1406, Ausscheiden 1450
- Ovenbach, Aufnahme in das Patriziat 1406, Ausscheiden 1478
- Palmstorfer, Aufnahme in das Patriziat 1430, Ausscheiden 1484
- Pistorius v. Nidda, Aufnahme in das Patriziat 1619, Ausscheiden 1639
- Preme, Aufnahme in das Patriziat 1590, Ausscheiden 1622
- Preuß (Prüsse, Prusse), Aufnahme in das Patriziat 1421, Ausscheiden 1468
- Raiss (Rais), Aufnahme in das Patriziat 1459 sowie 1473 und 1477, Ausscheiden 1589
- Rauscher, Aufnahme in das Patriziat 1543, Ausscheiden 1596
- Reiffenstein, Aufnahme in das Patriziat 1518, Ausscheiden 1551
- Rhein (vom Rhein), Aufnahme in das Patriziat 1411, Ausscheiden 1577
- Römer (zum Römer gen. Cöllner), Aufnahme in das Patriziat 1406, Ausscheiden 1436
- Rorbach (Rohrbach), Aufnahme in das Patriziat 1466, Ausscheiden 1570
- Rotzmaul, Aufnahme in das Patriziat 1406, Ausscheiden 1418
- Rücker, Aufnahme in das Patriziat 1517, Ausscheiden 1659
- Rückersfeld, Aufnahme in das Patriziat 1575, Ausscheiden 1591
- Rückingen, Aufnahme in das Patriziat 1473, Ausscheiden 1521
- Ruenner, Aufnahme in das Patriziat 1440, Ausscheiden 1514
- Ruland, Aufnahme in das Patriziat 1675, Ausscheiden 1743
- Rumpenheim, Aufnahme in das Patriziat 1489, Ausscheiden 1557
- Sachs (Sassen), Aufnahme in das Patriziat 1471, Ausscheiden 1510
- Sack, Aufnahme in das Patriziat 1802, Ausscheiden 1816
- Schad v. Mittelbiberach, Aufnahme in das Patriziat 1603, Ausscheiden 1737
- Scheid, Aufnahme in das Patriziat 1489, Ausscheiden 1572
- Schildknecht, Aufnahme in das Patriziat 1406, Ausscheiden 1480
- Schmidt (Schmyt), Aufnahme in das Patriziat 1474, Ausscheiden 1532
- Schnabel (Snabel), Aufnahme in das Patriziat 1438, Ausscheiden 1470
- Schönwetter v. Heymbach, Aufnahme in das Patriziat 1489, Ausscheiden 1519
- Schrendeisen, Aufnahme in das Patriziat 1575, Ausscheiden 1598
- Schwarzenberg, Aufnahme in das Patriziat 1411, Ausscheiden 1516
- Selbold, Aufnahme in das Patriziat 1412, Ausscheiden 1439
- Siegwein, Aufnahme in das Patriziat 1463, Ausscheiden 1514
- Silberborner, Aufnahme in das Patriziat 1461, Ausscheiden 1562
- Sorgenloch gen. Gensfleisch, Aufnahme in das Patriziat 1522, Ausscheiden 1550
- Sossenheimer (Sossenheim), Aufnahme in das Patriziat 1494, Ausscheiden 1506
- Speyer, Aufnahme in das Patriziat 1411, Ausscheiden 1479
- Stalburg (Stalberg, Stalberger), Aufnahme in das Patriziat 1468, Ausscheiden 1824
- Staud, Aufnahme in das Patriziat 1563, Ausscheiden 1570
- Steffan von Cronstetten (Stephanshenn), Aufnahme in das Patriziat 1505, Ausscheiden 1766
- Steinhaus (im Steinhaus), Aufnahme in das Patriziat 1421, Ausscheiden 1468
- Stetten, Aufnahme in das Patriziat 1596, Ausscheiden 1733
- Stralenberg, Aufnahme in das Patriziat 1406, Ausscheiden 1636
- Stumpf v. Dettingen, Aufnahme in das Patriziat 1486, Ausscheiden 1552
- Sundhausen, Aufnahme in das Patriziat 1517, Ausscheiden 1550
- Syvertes, Aufnahme in das Patriziat 1733, Ausscheiden 1748
- Uffsteiner, Aufnahme in das Patriziat 1495, Ausscheiden 1669
- Völker, Aufnahme in das Patriziat 1447, Ausscheiden 1761
- Wachendorf, Aufnahme in das Patriziat 1470, Ausscheiden 1483
- Walther v. Herborn, Aufnahme in das Patriziat 1608, Ausscheiden 1627
- Weiß v. Limpurg, Aufnahme in das Patriziat 1406, Ausscheiden 1656
- Wernher, Aufnahme in das Patriziat 1524, Ausscheiden 1535
- Wetter, Aufnahme in das Patriziat 1505, Ausscheiden 1516
- Wiedtmann, Aufnahme in das Patriziat 1571, Ausscheiden 1575
- Winden, Aufnahme in das Patriziat 1406, Ausscheiden 1420
- Wolff I, Aufnahme in das Patriziat 1507, Ausscheiden 1534
- Wunderer, Aufnahme in das Patriziat 1613, Ausscheiden 1794
- Ysseneck, Aufnahme in das Patriziat 1471, Ausscheiden 1509
- Zedtwitz, Aufnahme in das Patriziat 1544, Ausscheiden 1554
- v. Ziegesar, Aufnahme in das Patriziat 1774, Ausscheiden 1901
- Zingel, Aufnahme in das Patriziat 1406, Ausscheiden 1444